# Antonio Maria Abbatini
Antonio Maria Abbatini (ur. 26 stycznia 1595 w Città di Castello, zm. po 15 marca 1679 tamże)  – włoski kompozytor okresu baroku.
Był uczniem Giovanniego Marii Nanino. Uczył go też Giovanni Bernardino Nanino. W latach 1626–1677 był Maestro di cappella w Rzymie.

## Twórczość
Część jego utworów przynależy do stylu polifonicznego i polichóralnego, a cześć do monodii koncertującej. Opery i msze Abbatiniego charakteryzuje monumentalizm. W operze Dal Male il Bene jako pierwszy wprowadził sceny zbiorowe jako finały aktów. Jego kantata Il pianto di Rodomonte uchodzi z pierwowzór opery buffa.

## Dzieła
- Dal Male il Bene (Ze zmartwień do szczęścia), opera napisana wspólnie z Marco Marazzolim (II Akt), libretto: Giacomo i Giulio Rospigliosi, według sztuki Pedro Calderón de la Barca (Rzym, 1653)
- Jone, opera w 3 aktach, libretto: Antonio Draghi (Wiedeń, 1666).
- La Comica del Cielo, ovvero la Baltasara, opera w 3 aktach, libretto: Giulio Rospigliosi (Rzym, 1668)
- Il pianto di Rodomonte kantata dramatyczna
- psalmy (wydane w 4 księgach)
- motety (wydane w 5 księgach)
- msze (wydane w 3 księgach)
- Sacre canzoni (wydane w 6 księgach)
- drobne utwory wokalne o tematyce religijnej